# アトランタ・クランク
アトランタ・クランク（Atlanta Krunk）は、コンチネンタル・バスケットボール・アソシエーション（以下CBA）に加盟しているアメリカ合衆国のプロバスケットボールチーム。本拠地はノースダコタ州マイノット。

## 歴史
2005年、マイナーリーグであるABAの新チームとしてシャーロット・クランクは設立された。しかし初年度の2005年12月から1月の間、同じディビジョンの他チームが消滅（解散）したことから活動停止を強いられてしまった。結局、2005-06シーズンは1試合もできずに終了した。
2006年8月7日、チームのアトランタ移転とCBAへの新加盟、そしてアトランタ・クランクウルヴァリンズ（Atlanta Krunk Wolverines）という新チーム名での参加が発表された（その後、ホームアリーナとチーム名が発表されている）。ウルヴァリンとは英語でクズリという意味である。その後、正式参入は2007-08シーズンまで延期され、チーム名は再度現在のものへ変更された。